# 座頭市千兩首
《座頭市千兩首》（座頭市千両首）為1964年上映的時代劇，原作為子母澤寬的同名作品，是大映製作「座頭市系列」的第六部。

## 演員表
- 座頭市：勝新太郎
- 仙場十四郎：城健三朗
- 阿千代：坪内ミキ子
- 阿吟：長谷川待子
- 國定忠治：島田正吾
- 百百村的紋次：天王寺虎之助
- 代官松井軍太夫：植村謙二郎
- 日光的圓藏：石黑達也
- 板割的淺太郎：丹羽又三郎
- 百姓岩次郎：片岡彥三郎

## 製作人員
- 企劃：淺井昭三郎
- 導演：池廣一夫
- 原作：子母澤寬
- 編劇：淺井昭三郎、太田昭和
- 攝影：宮川一夫
- 錄音：大谷巖
- 音樂：齋藤一郎
- 美術：西岡善信
- 照明：中岡源權
- 剪輯：谷口孝司
- 色彩技術：田中省三
- 副導演：土井茂
- 製作主任：小澤宏